# Napierki
Napierki (deutsch Napierken, 1938 bis 1945 Wetzhausen (Ostpr.)) ist ein Dorf in der polnischen Woiwodschaft Ermland-Masuren. Es gehört zur Landgemeinde Janowiec Kościelny im Powiat Nidzicki (Kreis Neidenburg).

## Geographische Lage
Napierki liegt im Südwesten der Woiwodschaft Ermland-Masuren, 14 Kilometer südlich der Kreisstadt Nidzica (deutsch Neidenburg). Bis 1939 war es bis zum Zollamt an der deutsch-polnischen Staatsgrenze lediglich 1 Kilometer in südlicher Richtung.

## Geschichte

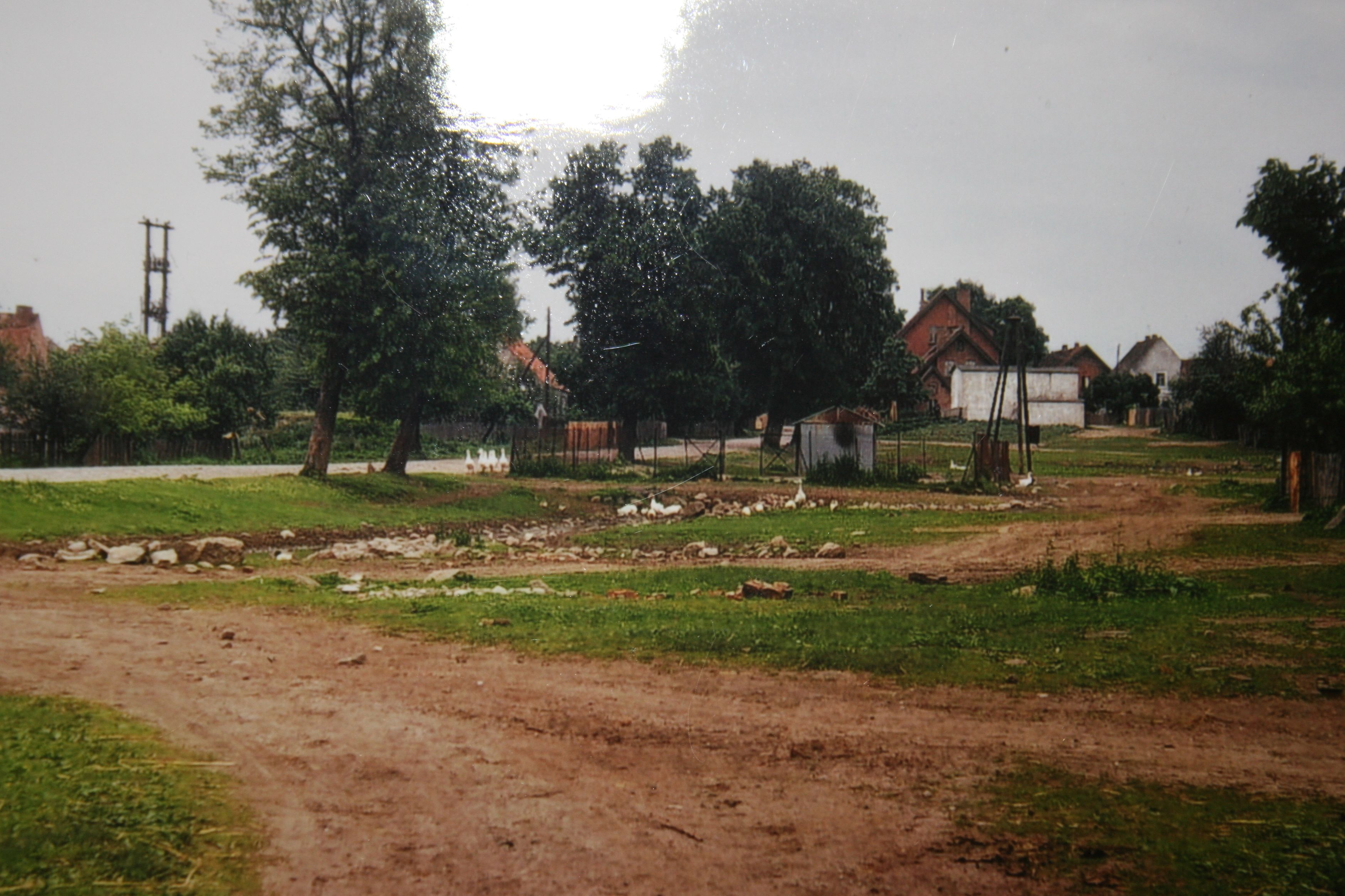
Dorfplatz in Napierki im Jahre 1970

Der Ort Napierken soll bereits vor 1371 gegründet worden sein. Eine Handfeste jedoch ist am 27. Februar 1484 vom damaligen Hochmeister des Deutschen Ordens, Martin Truchsess von Wetzhausen übergeben worden. Als Standort einer Windmühle erhielt Napierken überregionale Bedeutung.
Im Jahre 1874 wurde Napierken in den neu errichteten Amtsbezirk Bialutten (polnisch Białuty) im ostpreußischen Kreis Neidenburg eingegliedert und gehörte von 1920 bis 1945 zum Amtsbezirk Krokau (polnisch Krokowo).

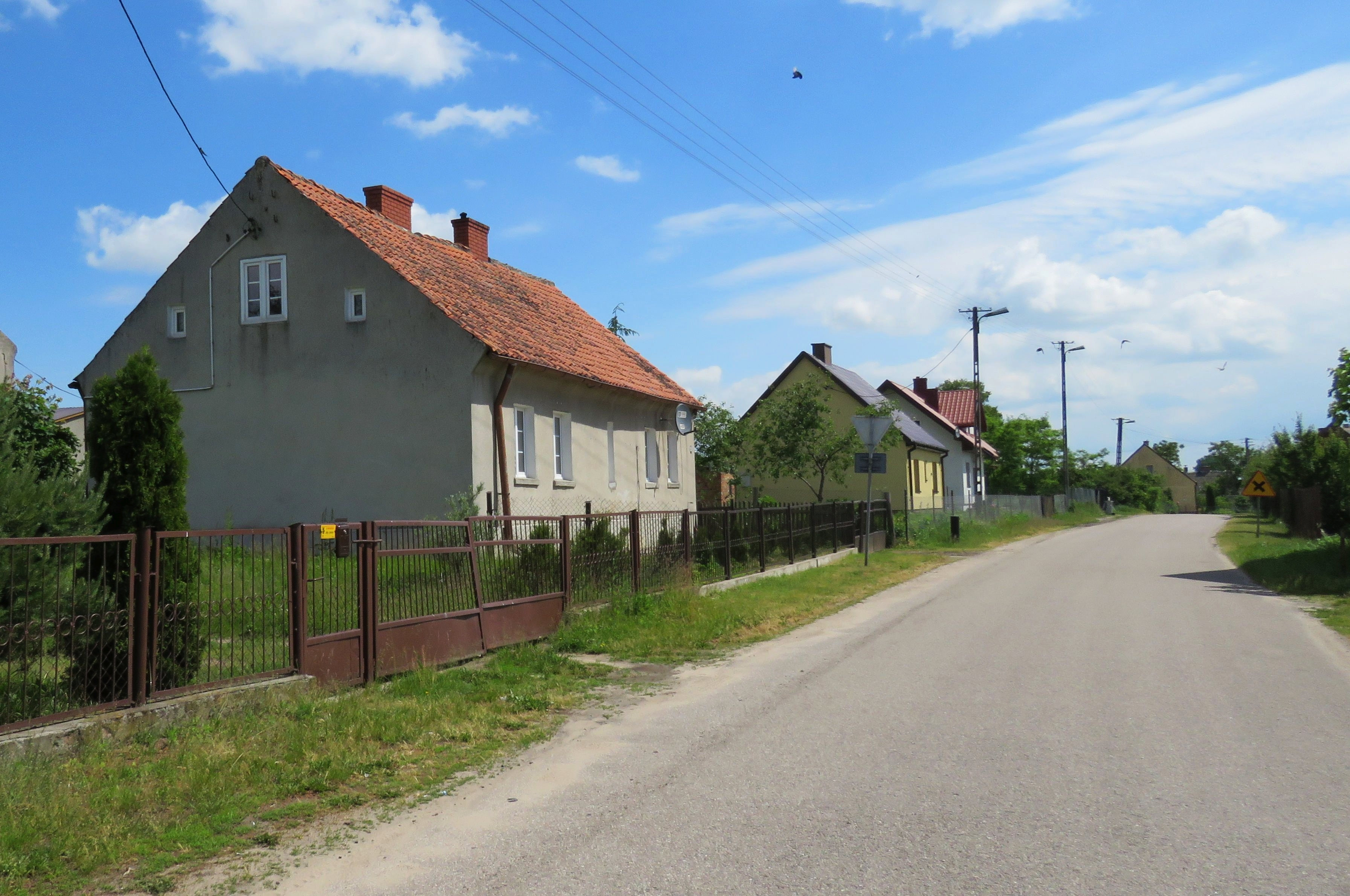
Dorfstraße in Napierki im Jahre 2017

411 Einwohner zählte Napierken im Jahre 1910. Bei der Volksabstimmung nach dem Ersten Weltkrieg entschieden sich 292 Stimmberechtigte für Deutschland, und immerhin 51 für Polen. Die Zahl der Einwohner belief sich 1933 auf 379.
Aus politisch-ideologischen Gründen der Abwehr fremdländisch klingender Ortsnamen wurde Napierken am 3. Juni – amtlich bestätigt am 16. Juli – 1938 in „Wetzhausen (Ostpr.)“ umbenannt – wohl in Erinnerung an den Ordenshochmeister Martin Truchsess von Wetzhausen. 1939 betrug die Einwohnerzahl 358.
Als 1945 in Kriegsfolge das gesamte südliche Ostpreußen an Polen überstellt wurde, war auch Wetzhausen davon betroffen. Das Dorf erhielt nun  die polnische Namensform „Napierki“ und ist heute – als Sitz eines Schulzenamtes (polnisch Sołectwo) – eine Ortschaft im Verbund der Gmina Janowiec Kościelny im Powiat Nidzicki (Kreis Neidenburg), bis 1998 der Woiwodschaft Olsztyn, seither der Woiwodschaft Ermland-Masuren zugehörig.

## Kirche

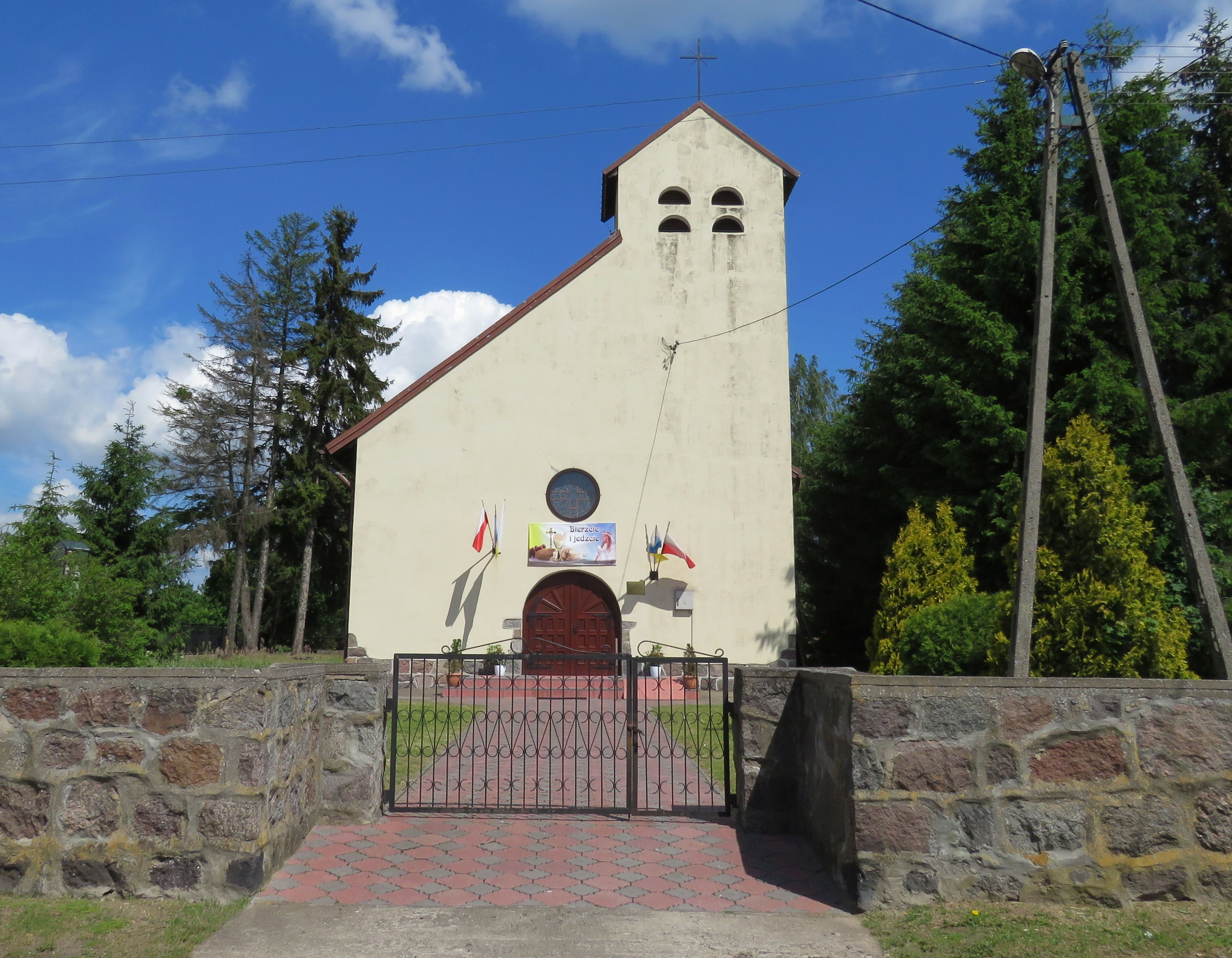
Die Dorfkirche Napierki

### Römisch-katholisch
Im Jahre 1933 wurde in Napierken eine Kirche errichtet, die  Filialkirche von Neidenburg war und jetzt eine Pfarrkirche ist. Die heutige Pfarrei gehört zum Dekanat Kozłowo ((Groß) Koslau, 1938 bis 1945 Großkosel) im Erzbistum Ermland.

### Evangelisch
Bis 1945 war Napierken/Wetzhausen evangelischerseits nach Kandien (polnisch Kanigowo) bzw. in die evangelische Kirche Bialutten (Białuty) in der Kirchenprovinz Ostpreußen der Kirche der Altpreußischen Union eingepfarrt. Heute gehört Napierki zur Heilig-Kreuz-Kirche Nidzica in der Diözese Masuren der Evangelisch-Augsburgischen Kirche in Polen.

## Schule
Ein altes Schulhaus wurde 1887 durch einen einklassigen Neubau ersetzt. Bald schon musste eine zweite Klasse eingerichtet werden, die 1910 durch Aufstockung des vorhandenen Gebäudes einen eigenen Raum erhielt. 1923 erfolgte die Erweiterung um eine dritte Klasse. Die Schulchronik von Oberlehrer Sinske aus dem Jahre 1938 ist erhalten und befindet sich heute im Archiv der Kreisgemeinschaft Neidenburg.

## Verkehr
Napierki liegt mit einer eigenen Anschlussstelle an der Schnellstraße 7, die von Danzig nach Warschau und darüber hinaus bis nach Rabka-Zdrój führt und eine der wichtigsten Nord-Süd-Verbindungen Polens darstellt. Nebenstraßen aus den Nachbardörfern Krokowo (Krokau) bzw. Białuty (Bialluten) enden innerorts.
Eine Anbindung an den Bahnverkehr existiert nicht.

## Persönlichkeiten
- Ernst-Otto Steger (* 7. November 1919 in Napierken), deutscher Professor, war von 1975 bis 1986 Direktor des Colegio Humboldt, der deutschen Schule in Puebla in Mexiko.